# Campionati italiani di ski cross 2018
I Campionati italiani di ski cross 2018 si sono svolti a Piancavallo il 29 marzo. Il programma ha incluso sia la gara femminile che la gara maschile. 
Trattandosi di competizioni valide anche ai fini del punteggio FIS, vi hanno partecipato anche sciatori di altre federazioni, senza che questo consentisse loro di concorrere al titolo nazionale italiano.

## Risultati

### Uomini
| Pos. | Atleta        | Nazione   |
| ---- | ------------- | --------- |
| 1    | Stefan Thanei | Italia    |
| 2    | Yanick Gunsch | Italia    |
| 3    | Karel Lank    | Rep. Ceca |
| 4    | Andrea Tonon  | Italia    |
| 5    | Pascal Rizzi  | Italia    |

### Donne
| Pos. | Atleta             | Nazione |
| ---- | ------------------ | ------- |
| 1    | Debora Pixner      | Italia  |
| 2    | Elisa Schranzhofer | Italia  |
| 3    | Carole Gilardoni   | Italia  |
| 4    | Lucrezia Fantelli  | Italia  |